# هيزل لارسن ارتشر
هيزل لارسن ارتشر (بالإنجليزية: Hazel Larson Archer)‏ هي مصورة أمريكية، ولدت في 23 أبريل 1921 في ميلواكي في الولايات المتحدة، وتوفيت في 18 مايو 2001 في توسان في الولايات المتحدة.